# コント55号 世紀の大弱点
『コント55号 世紀の大弱点』（コントごじゅうごごう せいきのだいじゃくてん）は、1968年（昭和43年）に和田嘉訓が監督し、東宝が製作・配給して公開した日本の長篇劇映画である。萩本欽一・坂上二郎のお笑いコンビ「コント55号」初主演映画である。

## 略歴・概要
1968年（昭和43年）4月1日に放送を開始したフジテレビのバラエティ番組『お昼のゴールデンショー』に、司会の前田武彦とともにレギュラー出演を開始、人気の上り坂にあった「コント55号」を主演にした長篇劇映画である。本作には、「評論家」役で前田武彦、「写真家」役で写真家の大竹省二、「文学者」役で森光子も出演している。本作は、同年11月2日、植木等主演の「日本一シリーズ」6作目、『日本一の裏切り男』と同時上映で全国公開された。
「コント55号」を主演にした東宝のシリーズは、次作が1969年（昭和44年）8月13日公開、福田純監督の『コント55号 人類の大弱点』であり、その間、9か月のブランクが空く。

## 作品データ
- 製作 : 東宝、浅井企画
- 上映時間 （巻数 / メートル） : 87分 （6巻 / 2,395メートル）
- フォーマット : カラー映画 - 東宝スコープ（2.35:1） - 24fps - モノラル録音
- 映倫番号 : 15574[2] （新映倫、一般映画指定）[1]

## スタッフ
- 製作 : 安達英三朗
- 企画 : 浅井良三
- 監督 : 和田嘉訓
- 脚本 : 松木ひろし
- 撮影 : 中井朝一
- 照明 : 山口虎男
- 美術 : 加藤雅俊
- 録音 : 吉沢昭一
- スチル : 田中一清
- 編集 : 岩下広一
- 整音 : 小沢渡
- 音楽 : 山本直純

## キャスト
- 萩本欽一 - 矢島周作
- 坂上二郎 - 北川洋太
- 水垣洋子 - 須永糸美
- 真理アンヌ - 小森麻子
- 三浦恭子 - 青砥小夜子
- 天本英世 - 沢田
- 上田吉二郎 - 赤石銅幹
- 由利徹 - 竹村直彦
- 内田裕也 - 鹿山久夫
- 宮地晴子 - チロルのマダム
- 藤あきみ - 秘書の町子
- 曽我町子 - 赤石直子
- 田中純一 - 管理人
- 大竹省二 - 写真家
- 前田武彦 - 評論家
- 森光子 - 文学者